# Cecil Rawling
Cecil Godfrey Rawling CMG, CIE, DSO (* 16. Februar 1870; † 28. Oktober 1917 nahe Passendale), war ein britischer Soldat im Range eines Brigadier und Entdecker.

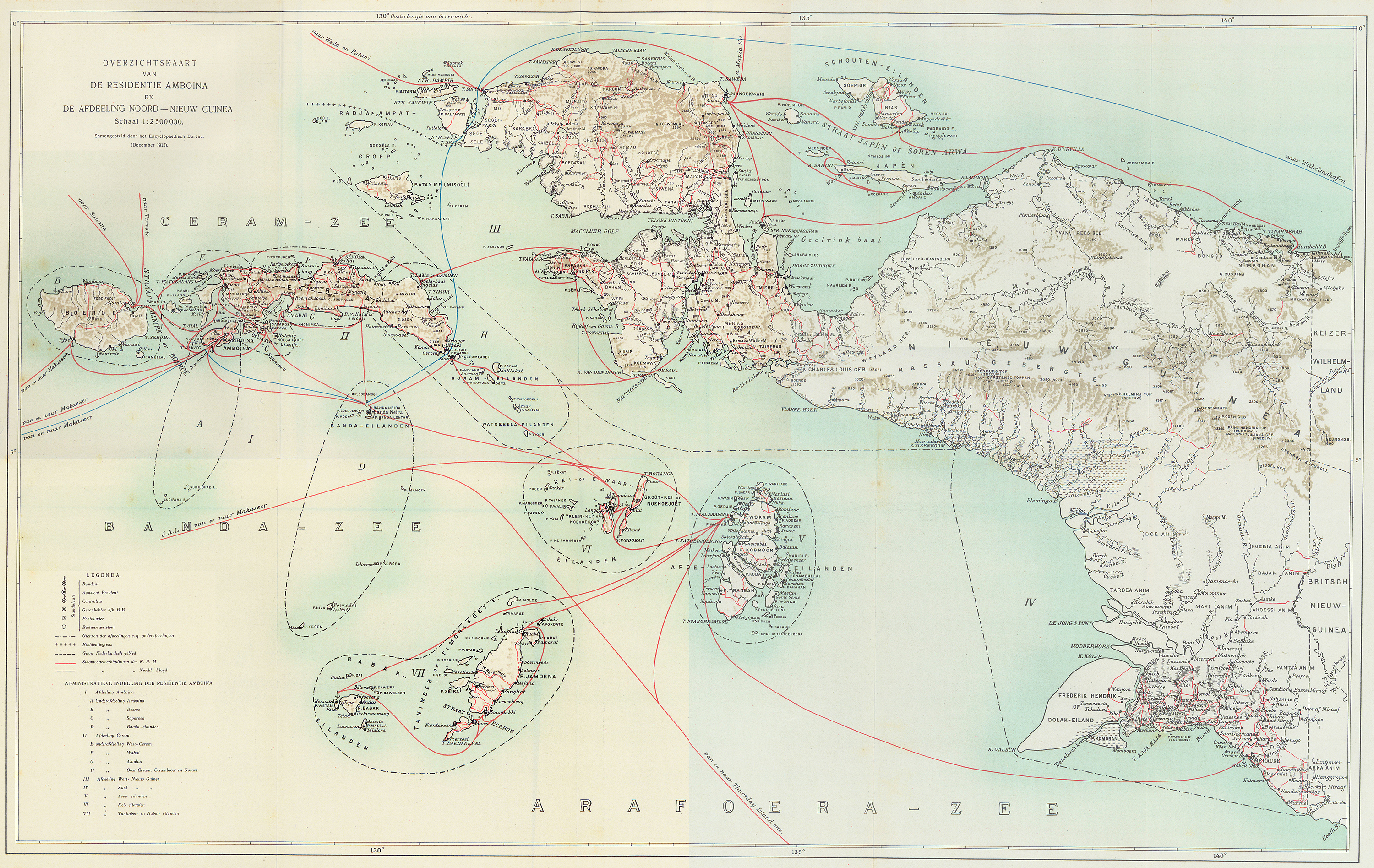
Expeditionskarte von Neuguinea der Jahre 1907–1915

In den Jahren 1903/04 nahm er an dem Einmarsch britischer Truppen in Tibet unter der Leitung von Francis Younghusband teil und leitete zusammen mit C.H.D. Ryder die von Younghusband unmittelbar anschließend veranlasste Gartok-Expedition.
Bei einer Expedition in den Nordwesten Guineas (heute Papua) entdeckte er im Jahr 1909 die Tapiro, einen bis dahin unbekannten Stamm kleinwüchsiger Menschen. Er war auch der erste, der die Erforschung und Besteigung des Mount Everest plante.
Bei der Dritten Flandernschlacht bei Passendale im Ersten Weltkrieg kam Rawling ums Leben.

## Veröffentlichungen
- The great plateau; being an account of exploration in Central Tibet, 1903, and of the Gartok expedition, 1904-1905. Part I The Exploration in Central Tibet 1903. Part II The Gartok Exploration. Publisher: Edward Arnold London, 1905
- C. G. Rawling: The land of the New Guinea pygmies : an account of the story of a pioneer journey of exploration into the heart of New Guinea. Chapter XIX, on the pygmies by H.S. Harrison Publisher: Seeley Service & Co. Ltd., London 1913